# Lijst van Chinese schrijvers
Dit is een lijst van Chinese schrijvers.

## A
- A Lai (1959–)
- A Yi (1976–)

## B
- Bai Juyi (772–846)
- Bai Renfu (1226–1306)
- Bai Shouyi (1909–2000)
- Ban Biao (3–54)
- Ban Gu (32–92)
- Ban Jieyu (48-vermoedelijk 6 v. Chr.)
- Ban Zhao (fl. 1st eeuw)
- Bianji (fl. 7e eeuw)
- Bada Shanren (ca. 1626–1705)
- Bei Dao (1949–)
- Bing Xin (1900–1999)

## C
- Cao Cao (155–220)
- Cao Pi (187–226)
- Cao Wenxuan (1954)
- Cao Xueqin (1715–1763)
- Cao Yu (1910–1996)
- Cao Zhi (192–232)
- Cai Yan (c. 170 of c. 178 – na 206)
- Cai Yong (132–192)
- Cai Xiang (1012–1067)
- Chan Ho-kei (1975)
- Eileen Chang (1920–1995)
- Iris Chang (1968–2004)
- Jung Chang (1952–)
- Leung Long Chau (1911-1998)
- Chen Dayu (1912–2001)
- Chen Hongmou (1696–1771)
- Chen Jingrun (1933–1996)
- Chen Maiping (1952–)
- Chen Ran (1962–)
- Chen Shou (233–297)
- Chen Zi'ang (661–702)
- Cheng Yi (1033–1107)
- Chu Anping (1909–1966)
- Chu Suiliang (596 of 597–658)
- Cui Hao (704–754)

## D
- Dai Xi (1801–1860)
- Dai Zhen (1724–1777)
- Dai Wangshu (1905–1950)
- Ding Ling (1904–1986), zij won de Stalinprijs
- Du Mu (803–852)
- Du Fu (712–770)
- Du You (735–812)
- Du Huan (fl. 8e eeuw)
- Dong Zhongshu (179–104 v.Chr.)
- Dong Qichang (1555–1636)
- Duan Chengshi († 863)

## F
- Feng Menglong (1574–1645)
- Feng Youlan (1895–1990)
- Feng Jicai (1942–)
- Fan Chengda (1126–1193)
- Fan Ye (398–445)
- Fang Xuanling (579–648)
- Fenggan (fl. 8e eeuw)

## G
- Gan De (fl. 4e eeuw v.Chr.)
- Gang Tian (1958–)
- Ge Hong (284–364)
- Gao Xingjian (1940–)
- Gao Lian (fl. 16e eeuw)
- Gong Zizhen (1792-1841)
- Gongsun Long (ca. 325–250 v.Chr.)
- Gu Chaohao (1926–)
- Gu Cheng (1956–1993)
- Gu Hua (1942–)
- Gu Jiegang (1893–1980)
- Guan Hanqing (1241–1320)
- Guo Moruo (1892–1978)
- Guo Pu (276–324)
- Guo Shoujing (1231–1316)

## H
- Hanshan (fl. 9e eeuw)
- Han Yu (768–824)
- Ho Fuk Yan
- He Zhizhang (659–744)
- He Changling (1785–1848)
- Hong Ying (1962–)
- Hong Liangji (1746–1809)
- Hong Zicheng (1593–1665)
- Huang Zongxi (1610–1695)
- Huang Tingjian (1045–1105)
- Huang Yuanyong (1885–1915)
- Huang Zunxian (1848–1905)
- Huang Ruheng (1558–1626)
- Huai Su (737–799)
- Hua Luogeng (1910–1985)
- Hu Sansheng (1230–1302)
- Han Fei (ca. 280–233 v.Chr.)
- Hu Shi (1891–1962)

## J
- Jao Tsung-I (1917–2018)
- Jia Dao (779–843)
- Jia Rongqing
- Jiang Tingxi (1669–1732)
- Jiao Yu (fl. 14e eeuw)
- Jin Shengtan (1608–1661)
- Jin Yuelin (1895–1984)
- Jin Yong (1924–2018)
- Jing Fang (78–37 v.Chr.)

## K
- Kang Youwei (1858–1927)
- Ke Yan (1929–2011)
- Ke Zhao (1910–2002)
- Jamyang Kyi (1965)

## L
- Lao She (1899–1966)
- Li Ao (1935–2018)
- Li Ao (772–841)
- Li Bai (701–762)
- Li Baiyao (564–647)
- C. C. Li (1911–2003)
- Li Chunfeng (602–670)
- Li Delin (531–591)
- Li Dashi (570–628)
- Li Fang (925–996)
- Li He (790–816)
- Li Jing (571–649)
- Li Kui (fl. 4e eeuw v.Chr.)
- Li Qiao (644–713)
- Li Qingzhao (1084–1151)
- Li Shangyin (813–858)
- Li Shicen (1892–1934)
- Li Shizhi († 747)
- Li Shizhen (1518–1593)
- Li Yu (1610–1680)
- Li Yaotang (1904–2005)
- Li Yu (937–978)
- Li Zhi (1527–1602)
- Li Shanlan (1810–1882)
- Liang Qichao (1873–1929)
- Liang Shuming (1893–1988)
- Lin Haiyin (1918–2001)
- Lin Huiyin (1904–1955)
- Lin Shu (1852–1924)
- Lin Yutang (1895–1976)
- Ling Mengchu (1580–1644)
- Liu E (1857–1909)
- Eric Liu (1968–)
- Liu Gongquan (778–865)
- Liu Heng (1954–)
- Liu Hui (fl. 3e eeuw)
- Liu Ji (1311–1375)
- Liu Tong (ca. 1593–1636)
- Liu Xiang (77–6 v.Chr.)
- Liu Xie (465–522)
- Liu Xin († 23)
- Liu Xinwu (1942–)
- Liu Yong (987–1053)
- Liu Yuxi (772–842)
- Liu Zhenyun (1958-)
- Liu Zhi (fl. 8e eeuw)
- Liu Zhiji (661–721)
- Liu Zongyuan (773–819)
- Lü Bicheng (1883–1943)
- Lu Guimeng († 881)
- Lu Hao-tung (1868–1895)
- Lu Ji (261–303)
- Lu Tong (790–835)
- Lu Xun (1881–1936)
- Lu You (1125–1210)
- Lu Zhi (ca. 1243–1315)
- Luo Binwang (ca. 640–684)
- Luo Guanzhong (1330–1400)
- Luo Yin (833–909)

## M
- Ma Duanlin (1245–1322)
- Ma Jian (1953–)
- Ma Rong (79–166)
- Ma Zhiyuan (ca. 1270–1330)
- Mao Dun (1896–1981)
- Meng Haoran (691–740)
- Mengzi (ca. 372–289 v.Chr.)
- Mi Fu (1051–1107)
- Mian Mian (1970–)
- Mozi (fl. 5e eeuw v.Chr.)
- Mo Xuanqing († 834)
- Mo Yan (1955–)
- Mou Zongsan (1909–1995)
- Mu Shiying (1912–1940)

## O
- Ouyang Xiu (1007–1072)
- Ouyang Xun (557–641)

## P
- Pai Hsien-yung (1937–)
- Pu Songling (1640–1715)
- Pi Rixiu (ca. 834–883)

## Q
- Qian Xuantong (1887–1939)
- Qian Zhongshu (1910–1998)
- Qiao Ji († 1345)
- Qin Hui (1953–)
- Qin Jiushao (ca. 1202–1261)
- Qu Bo (1923–2002)
- Qu Yuan (ca. 340–278 v.Chr.)
- Qu You (1341–1427)

## S
- Sha Menghai (1900–1992)
- Shang Yang († 338 v.Chr.)
- Shao Yong (1011–1077)
- Shen Buhai († 337 v.Chr.)
- Shen Congwen (1902–1988)
- Shen Dao (ca. 395–315 v.Chr.)
- Shen Quanqi (650 - 729)
- Shen Yue (441–513)
- Shen Zhou (1427–1509)
- Sheng Keyi (1973-)
- Shi Nai'an (ca. 1296–1372)
- Shi Kefa (1601–1645)
- Shi Shen (fl. 4e eeuw v.Chr.)
- Shi Zhecun (1905–2003)
- Shide (fl. 9e eeuw)
- Sima Guang (1019–1086)
- Sima Qian (145–90 v.Chr.)
- Sima Xiangru (179–117 v.Chr.)
- Sima Zhen (fl. 8e eeuw)
- Yum-Tong Siu (1943–)
- Song Yingxing (1587–1666)
- Song Ci (1186–1249)
- Song Yu (fl. 3e eeuw v.Chr.)
- Song Zhiwen (660-712)
- Su Buqing (1902–2003)
- Su Manshu (1884–1918)
- Su Shi (1037–1101)
- Su Tong (1963–)
- Su Xun (1009-1066)
- Su Zhe (1039-1112)
- Sunzi (fl. 6e eeuw v.Chr.)
- Sunzi (fl. 3e eeuw)
- Sun Bin († 316 v.Chr.)
- Sun Simiao (581–682)
- Sun Guoting (646–691)
- Sun Guangyuan (1900–1979)
- Sun Zhihong (1965–)
- Sun Zhiwei (1965–)

## T
- Tao Yuanming (365–427)
- Tang Xianzu (1550–1616)
- Tang Junyi (1909–1978)
- Tang Zhen (1630–1704)
- Tan Sitong (1865–1898)
- Tie Ning (1957–)
- Tian Han (1898–1968)

## W
- Wang Anshi (1021–1086)
- Wang Anyi (1954–)
- Wang Bi (226–249)
- Wang Bo (ca. 649–676)
- Wang Changling (698–765)
- Wang Chong (27–97)
- Wang Chongyang (1113–1170)
- Wang Fanzhi (fl. 7e eeuw)
- Wang Fuzhi (1619–1692)
- Wang Guowei (1877–1927)
- Wang Hao (1921–1995)
- Wang Lixiong (1953–)
- Wang Ruoshui (1926–2002)
- Wang Shifu (fl. 14e eeuw)
- Wang Shiyan (1949–)
- Wang Shuo (1958–)
- Wang Wei (701–761)
- Wang Xizhi (303–361)
- Wang Xianzhi (344–386)
- Wang Yangming (1472–1529)
- Wang Zhen (fl. 14e eeuw)
- Wang Zhen (1867–1938)
- Wei Boyang (fl. 2nd eeuw)
- Wei Huacun (252–334)
- Wei Hui (1973–)
- Wei Shou (506–572)
- Wei Shuo (272–349)
- Wei Yuan (1794–1856)
- Wei Zheng (580–643)
- Wei Zhuang (836–910)
- Wen Tianxiang (1236–1283)
- Wen Zhenheng (1585–1645)
- Wen Zhengming (1470–1559)
- Wen Yiduo (1899–1946)
- Wen Peixin (1688–1776)
- Woeser (1966)
- Woo Tsin-hang (1865–1953)
- Wu Cheng'en (ca. 1500–1582)
- Wu Jiaji (1618–1684)
- Wu Jingzi (1701–1754)
- Wu Wenjun (1919–2017)
- Wu Qi († 381 v.Chr.)
- Wuzhun Shifan (1178–1249)

## X
- Xi Kang (223–262)
- Xiao Hong (1911–1942)
- Xie Lingyun (385–433)
- Xie He (fl. 5e eeuw)
- Xin Qiji (1140–1207)
- Xiong Shili (1885–1968)
- Xiong Qinglai (1893–1969)
- Xu Dishan (1893–1941)
- Xu Gan (170-217)
- Xu Guangqi (1562–1633)
- Xu Wei (1521–1593)
- Xu Youyu (1947–)
- Xu Xiake (1587–1641)
- Xu Zaisi (fl. 14e eeuw)
- Xu Zechen (1978)
- Xu Zhimo (1897–1931)
- Xue Zongzheng (1935–)
- Xue Juzheng (912–981)
- Xue Tao (768–831)
- Xunzi (ca. 310–238 v.Chr.)

## Y
- Yan Huiqing (1877–1950)
- Yan Lianke (1958–)
- Yan Shigu (581–645)
- Yan Zhenqing (709–785)
- Yan Zhitui (531–591)
- Yang Borun (1837–1911)
- Yang Hui (ca. 1238–1298)
- Yang Jianli (1963–)
- Yang Jiang (1911–2016)
- Yang Rongguo (1907–1978)
- Yang Shuo (1913–1968)
- Yang Xiong (53 v.Chr.–18 n.Chr.)
- Ye Shengtao (1894–1988)
- Ye Shi (1150–1223)
- Yi Xing (683–727)
- Yu Dafu (1896–1945)
- Yu Hao (fl. 10e eeuw)
- Yu Hua (1960–)
- Yu Huan (fl. 3e eeuw)
- Yu Shinan (558–638)
- Yu Xuanji (844–869)
- Yuan Hongdao (1568–1610)
- Yuan Mei (1716–1797)
- Yuan Zhen (779–831)
- Yue Tao (1976-)

## Z
- Zeng Jiongzhi (1898–1940)
- Zeng Gong (1019–1083)
- Zengzi (505–436 v.Chr.)
- Philip Zhai (1957–)
- Zhan Ruoshui (1466–1560)
- Zhan Tao (1963–)
- Zhang Binglin (1868–1936)
- Zhang Chengzhi (1948–)
- Zhang Henshui (1895-1967)
- Zhang Heng (78–139)
- Zhang Ji (fl. 8e eeuw)
- Zhang Jie (1937–)
- Zhang Kangkang (1950–)
- Zhang Sixun (fl. 10e eeuw)
- Zhang Tingyu (1672–1755)
- Zhang Xianliang (1936–)
- Zhang Xu (fl. 8e eeuw)
- Zhang Yanyuan (fl. 9e eeuw)
- Zhang Yueran (1982)
- Zhang Zhi (fl. 2e eeuw)
- Zhang Zai (1020–1077)
- Zhao Shuli (1906–1970)
- Zhao Mengfu (1254–1322)
- Zheng Xuan (127–200)
- Zhong Yao (151–230)
- Zhong Hui (225–264)
- Zhu Qianzhi (1899–1972)
- Zhu Shijie (fl. 13e eeuw)
- Zhu Taiqi
- Zhu Xueqin (1952–)
- Zhu Xiao Di (1958–)
- Zhu Yu (fl. 12e eeuw)
- Zhu Ziqing (1898–1948)
- Zhuangzi (fl. 4e eeuw v.Chr.)
- Zisi (ca. 481–402 v.Chr.)
- Zhu Xi (1130–1200)
- Zhou Dunyi (1017–1073)
- Zhou Zuoren (1885–1967)
- Zhou Weiliang (1911–1995)
- Zhou Lianggong (1612–1672)
- Zong Pu (1928–)
- Zu Chongzhi (429–500)
- Zu Geng (fl. 5e eeuw)